# مانويل مارك
مانويل مارك (بالألمانية: Manuel Mark)‏ هو لاعب تايكوندو نمساوي، ولد في 10 نوفمبر 1985 في القديس يوحنا في تيرول في النمسا.

## وصلات خارجية
- مانويل مارك على موقع TaekwondoData.com (الإنجليزية)